# Petipirene eximia
Petipirene eximia är en stekelart som beskrevs av Boucek 1988. Petipirene eximia ingår i släktet Petipirene och familjen puppglanssteklar. Inga underarter finns listade i Catalogue of Life.